# سیمی آووجو
سیمی آووجو (انگلیسی: Simi Awujo؛ زادهٔ ۲۳ سپتامبر ۲۰۰۳) بازیکن فوتبال اهل کانادا است که در حال حاضر برای باشگاه فوتبال زنان منچستر یونایتد بازی می‌کند.
از باشگاه‌هایی که در آن بازی کرده است می‌توان به باشگاه فوتبال زنان منچستر یونایتد اشاره کرد.
وی همچنین در تیم‌های ملی فوتبال زیر ۱۷ سال، زیر ۲۰ سال و بزرگسالان زنان کانادا بازی کرده است.

## سال‌های اولیه
سیمی آووجو از سن هفت سالگی فوتبال جوانان را در باشگاه فوتبال زنان لایتنینگ در زادگاهش پیچتری سیتی، جورجیا ایالات متحده آمریکا آغاز کرد. او سپس فوتبال جوانان را با نایا توفات و سوترن ساکر ادامه داد و همچنین سه سال در برنامه توسعه المپیک (ODP) از ۲۰۱۴ تا ۲۰۱۶ شرکت کرد. در آکادمی وودوارد، او در مسابقات دو و میدانی شرکت کرد و به ثبت رکوردهای مدرسه در 4x100 و 4x400 کمک کرد.

## دوران دانشگاهی
در سال ۲۰۲۱، او به دانشگاه کالیفرنیای جنوبی رفت و برای یواس‌سی تروجانز بازی کرد. او اولین گل خود را در ۵ سپتامبر ۲۰۲۱ در برابر وسترن میشیگان برانکوس به ثمر رساند. در اولین فصل خود، او در تمام ۲۰ بازی شرکت کرد که شامل ۱۵ بازی به عنوان بازیکن اصلی بود و دو گل به ثمر رساند و دو پاس گل داد و عمدتاً به عنوان هافبک دفاعی بازی کرد. به عنوان یک دانشجوی سال دوم، او ۱۱ بار در میدان بود و دو گل و سه پاس گل به ثمر رساند. او به عنوان آل-پک ۱۲ تیم اول و همچنین در سی‌اس‌سی آکادمیک آل-دیستیرکت تیم انتخاب شد. پس از فصل سوم خود در سال ۲۰۲۳، او در ۱۸ بازی شرکت کرد و دو پاس گل ثبت کرد و دوباره در آل-پک ۱۲ تیم اول انتخاب شد. او به‌طور علمی به عنوان اسکولار آل-آمریکا تیم سوم، سی‌اس‌سی آکادمیک آل-دیستریکت و پک-۱۲ آنر رول انتخاب شد. او پیش از سال چهارمش، پس از ۴۹ بازی، از دانشگاه خارج شد.

## دوران باشگاهی
در تابستان ۲۰۲۳، آووجو در لیگ برتر فوتبال زنان برای باشگاه فوتبال پریمیر ویمن بازی کرد و در چهار بازی یک گل و سه پاس گل به ثمر رساند. او به عنوان بازیکن برتر هجومی کاستال دیویژن و در تیم بهترین‌های کاستال دیویژن انتخاب شد.
در ۹ اوت ۲۰۲۴، آووجو قرارداد سه‌ساله‌ای با باشگاه انگلیسی لیگ برتری منچستر یونایتد امضا کرد. او در ۲۱ سپتامبر، به عنوان یار تعویضی در دقیقه ۷۷ در پیروزی ۳–۰ در الد ترافورد، اولین بازی خود را انجام داد.

## دوران ملی

### جوانان
آووجو واجد شرایط بود تا برای ایالات متحده آمریکا (جایی که به دنیا آمده)، نیجریه (جایی که هر دو والدینش به دنیا آمده‌اند) و کانادا (از آنجا که مادرش شهروند کانادا است) بازی کند.
در سال ۲۰۱۹، او برای تیم زیر ۱۷ سال ایالات متحده آمریکا در یک تورنمنت توسعه زنان یوفا در جمهوری چک بازی کرد. او در سال ۲۰۲۰ به یک کمپ تمرینی زیر ۱۷ سال دعوت شد.
در ژانویه ۲۰۲۲، او به اولین کمپ خود با تیم زیر ۲۰ سال کانادا پیوست و بعداً برای قهرمانی زیر ۲۰ سال کوکاکاف ۲۰۲۳ انتخاب شد که در آن مدال برنز را کسب کرد، و همچنین به فهرست جام جهانی فوتبال زیر ۲۰ سال زنان راه یافت، جایی که او در تمام دقایق بازی کرد و کانادا در مرحله گروهی حذف شد.

### بزرگسالان
در اوت ۲۰۲۲، آووجو اولین دعوتنامه خود را به تیم ملی بزرگسالان کانادا برای دو بازی دوستانه در برابر تیم ملی فوتبال زنان استرالیا دریافت کرد. او در ۳ سپتامبر ۲۰۲۲، به عنوان یار تعویضی در دقیقه ۷۵ وارد زمین شد. او به عنوان بازیکن جوان سال ۲۰۲۲ کانادا انتخاب شد. در ژوئیه ۲۰۲۳، او به فهرست تیم برای جام جهانی فوتبال زنان ۲۰۲۳ دعوت شد. او به عنوان تعویض استفاده نشده در هر سه بازی حضور داشت و کانادا در مرحله گروهی حذف شد. او اولین گل بین‌المللی بزرگسالان خود را در ۱ دسامبر ۲۰۲۳ در پیروزی ۵–۰ در یک بازی دوستانه در برابر استرالیا به ثمر رساند. در فوریه ۲۰۲۴، او به فهرست جام طلایی کونکاکاف دعوت شد. او در ۲۵ فوریه ۲۰۲۴، به عنوان بازیکن تعویضی در نیمه‌دوم در پیروزی ۴–۰ مقابل تیم ملی فوتبال زنان پاراگوئه به میدان رفت. کانادا در مرحله نیمه‌نهایی با ضربات پنالتی در برابر ایالات متحده حذف شد. در ژوئیه ۲۰۲۴، او به تیم ملی کانادا برای المپیک تابستانی ۲۰۲۴ دعوت شد. او در این مسابقات سه بار به میدان رفت که شامل دو بازی به عنوان بازیکن اصلی بود، هر چند کانادا در مرحله یک‌چهارم نهایی با ضربات پنالتی در برابر آلمان حذف شد.